# Barbara Rosenblat
Barbara Rosenblat, née le 17 juillet 1950 à Londres, est une actrice britannique de cinéma et de séries télévisées.

## Carrière
Barbara Rosenblat est principalement connue pour ses livres audios, ainsi que son rôle de Miss Rosa dans la série Orange is the New Black par Netflix.

## Filmographie

### Films

#### Longs-métrages
- 1976 : Carry On England : A.T.S.
- 1985 : Turtle Diary : une américaine
- 1986 : The American Way : Betsy Blankett
- 1986 : Nuit de noce chez les fantômes (Haunted Honeymoon) : la journaliste
- 1986 : La Petite Boutique des horreurs (Little Shop of Horrors) : la 5e cliente
- 1990 : The Care of Time : Barbara
- 2017 : Lost Cat Corona : mère de Connie
- 2019 : Anya : Dr. Rosalind Pfenning
- 2019 : MAD? : Judy
- 2021 (à venir) : Run : Maria
- 2021 : L'Ombre du passé (Hide and Seek) de Joel David Moore : Betsy Glasgold

#### Courts-métrages
- 1997 : Babe, He Calls Me : la voix de la mère
- 2009 : Love is Deaf : la dame du métro
- 2015 : Disposophobia
- 2016 : Stranded at the Alter : Joan the Shopkeeper
- 2016 : For I must hold my Tongue : Diane

### Séries télévisées
- 1976-1981 : The Dick Emery Show (2 épisodes)
- 1980 : Mixed Blessings : Mrs. Keyser (saison 3, épisode 1 : Away from it all)
- 1982 : Never the Twain : Mrs. Hardy (saison 2, épisode 3 : A Woman’s place…)
- 1982 : Play for Today : Rosie (saison 12, épisode 12 : Under the Skin)
- 1982 : Month of the doctors : Martha Lang (2 épisodes)
- 1982 : David Essex’ Showcase : elle-même (saison 1, épisode 1)
- 1983 : Luna  : 2B2B (saison 1, épisode 3 : All the World’s a Teletalk Linkup)
- 1983 : Philip Marlowe, détective privé (Philip Marlowe, Private Eye) : une journaliste (saison 1, épisode 5 : Smart Aleck Kill)
- 1984 : Bizarre, bizarre (Tales of the Unexpected) : l'intervieweuse télé (saison 7, épisode 4 : Have a Nice Death)
- 1989 : Anything More Would Be Greedy : Fran Dehring (3 épisodes)
- 1991 : Magic : Mrs. Scuster
- 2005 : New York, unité spéciale : une infirmière (saison 6, épisode 17)
- 2009 : New York, unité spéciale : Selma Peters (saison 10, épisode 14)
- 2013-2015 : Orange Is the New Black : Miss Rosa (14 épisodes)
- 2014 : Girls : l’infirmière (saison 3, épisode 9 : Flo)
- 2014 : Veep : Diane Appleby (saison 3, épisode 10 : New Hampshire)
- 2014 : In Fear Of : June (saison 2, épisode 10 : Disposophobia : Fear of being disposed of)
- 2015 : Gotham : Lidia Bicchieri (2 épisodes)
- 2015 : Benders : Helga (saison 1, épisode 6 : Secrets and Lies)
- 2015 : Limitless : Loretta (saison 1, épisode 8 : When Pirates Pirates Pirates)
- 2017 : House of Cards : Louise Talbert (saison 5, épisode 5 : Chapter 57)
- 2018 : Homeland : Procureur Général Hoberman (2 épisodes)
- 2018 : The Looming Tower : Elaine Kaufman (2 épisodes)
- 2020 : Social Distance : Connie (saison 1, épisode 5 : You Gotta Ding-Don Fling-Flong the Whole Narrative)
- 2020 : Lincoln Rhyme : à la Poursuite du Bone Collector : Lena Mustafin (saison 1, épisode 3 : Russian Roulette)
- 2021 : City on a Hill : Juge DeLuca
- 2021 (à venir) : In the Cards : Serafina
- 2022 : Better Call Saul : Juge Samantha Smoll (saison 6 épisode 13)

## Voxographie

### Doublages
- 1988 : Lodz Ghetto
- 1997 : Malcolm and Melvin : la voix de la mère
- 1997 : What a Cartoon! : la voix de la mère (2 épisodes)
- 2008 : Click and Clack's As the Wrench Turns : Sal (saison 1, épisode 1 : Campaign)
- 2016 : The Venture Bros : Battleaxe (saison 6, épisode 5 : Tanks for Nuthin’)
- 2019-2020 : The Bug Diairies : Spider Mom
- 2019 : Les Enfants du Temps (Weathering with You) : Mrs. Mamiya, voyante
- 2021 : Fairy Tale Forest : Mama/Frau Grimm
- 2021 (à venir) : Hidden Dragon : Madame Golden Claw

### Documentaires
- 2000 : Hooked : Illegal Drugs & How they got that way - Cocaine, the third Scourge
- 2000 : Hooked : Illegal Drugs & How they got that way – LSD, Ecstasy, and the Raves
- 2000 : Hooked : Illegal Drugs & How they got that way – Marijuana, Assassin of Youth
- 2000 : Hooked : Illegal Drugs & How they got that way - Opium, Morphine, and Heroin
- 2012 : No Place on Earth : voix de Esther Stermer

### Jeux vidéos
- 2005 : Grand Theft Auto : Liberty City Stories : DJ Reni Wassulmaier
- 2006 : Grand Theft Auto : Vice City Stories : Reni Wassulmaier
- 2015 : Just Cause 3 : Rosa Manuela
- 2018 : Pillars of Eternity II: Deadfire : Azanui Karu